# Królestwo Luba

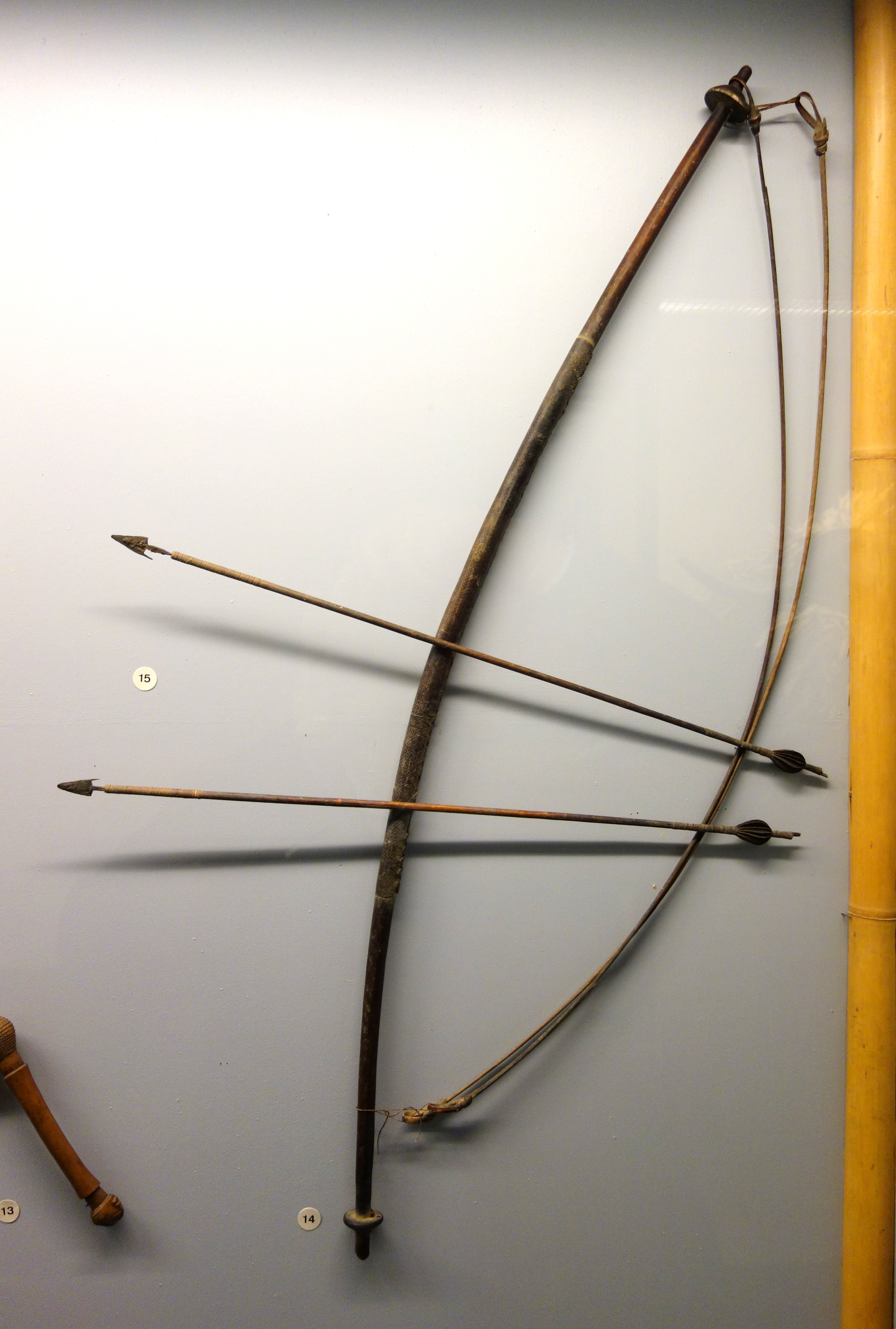
Łuk i strzały produkcji Luby

Królestwo Luba (1585-1889) – pre-kolonialne państwo kwitnące między XV i XIX wiekiem w Afryce Środkowej. Umiejętności obróbki żelaza i handel wzdłuż rzeki Lualaba takimi metalami, jak miedź, pozwoliły władcom Luby na utworzenie królestwa, które rozprzestrzeniało się na południowym obszarze dzisiejszej Demokratycznej Republiki Konga. Królestwo Luby prosperowało, dopóki nie wpadło w ręce belgijskich kolonistów pod koniec XIX wieku n.e.

## Historia
Początki Królestwa Luby sięgają około 1300 roku, na obszarze od południowych lasów deszczowych Shaba, aż do Depresji Upemba. Obszar ten rozwijał się dzięki lokalnym złożom metali, zwłaszcza miedzi. Dzięki gęstej sieci rzek, Luba mogli swobodnie handlować z innymi ludami Afryki Środkowej.  
Region ten wykazuje oznaki rolnictwa sprzed 1100 roku n.e. i obejmował uprawę takich roślin jak sorgo czerwone, proso, ignam, banany, fasola, trzcina cukrowa i orzeszki ziemne. Pomiędzy nimi były duże niezamieszkane obszary wykorzystywane do polowań. Łowiono ryby w jeziorach i rzekach, a także hodowano zwierzęta, takie jak świnie i rogate bydło. Lokalne złoża metali żelaza i miedzi były nadal eksploatowane. Rzemiosło obejmowało ceramikę, koszykarstwo, tkactwo, oraz produkcję soli, wino palmowe i miedzianą biżuterię.
Istnieją dowody na handel, a nawet wczesne waluty w postaci miedzianych wlewków w kształcie krzyża, muszli, kwadratów palmy rafiowej i soli (w XIX wieku importowane koraliki stały się dominującą walutą). Handel Luby rozciągał się przez lasy środkowej Afryki, aż na południe do Afryki Południowej i na wschód, i aż do wybrzeża, skąd towary płynęły przez Ocean Indyjski. 
Według ustnych legend pierwszym królem Luby był – Kongolo, który pobił kilka małych wodzów i założył scentralizowane państwo ze stolicą w Mwibele. Wokół tego centralnego państwa rozrosło się wiele państewek satelickich. Królowie Luby byli po śmierci czczeni jako bóstwa, podobnie jak egipscy faraonowie. Jednym z nich był Kalali Ilungi, któremu przypisuje się wprowadzenie zaawansowanych technik kucia żelaza. Umiejętnie wykonane żelazne topory i włócznie były ważnymi symbolami rządów w imperium Luby.
W XVII wieku królestwo rozprzestrzeniło się na południowy basen rzeki Kongo i częściowo na dzisiejszy obszar Angoli i Zambii. Największym z satelitów Luby było znajdujące się na południu i na zachodzie państwo Lunda. Jej założycielem, znanym pod tytułem Mwata Yamvo, był szlachcic Luby, który poślubił księżniczkę Lunda. Państwo Lunda rozszerzyło się na zachód w połowie XVIII wieku i narzuciło swoje rządy narodom żyjącym w pobliżu rzeki Kwango.
Największym spośród wszystkich państw Luba-Lunda było Kazembe założone na początku XVIII wieku, kiedy nastąpiła ostatnia duża rozbudowa kompleksu państw Luba-Lunda. Migranci z Lundy przenieśli się na południowy wschód, tworząc stolicę w dolinie rzeki Luapula, na południe od jeziora Mweru (w dzisiejszej Zambii).
Ostatni władca Luby, Kasongo Nyembo, kierował państwem w latach 1891–1917. Królestwo trwało do końca XIX wieku n.e., ale podobnie jak wiele kultur afrykańskich, zostało przytłoczone przybyciem europejskich kolonistów. W 1908 roku weszło w skład Kongo Belgijskiego.

## Sztuka Luba
Dzieła sztuki wykonane z drewna w formie siedziska z postacią kobiety to jedne z najważniejszych insygniów używanych w posiadłościach władców Luba. W kontekście metafizycznym służyły jako naczynie dla ducha władcy. Tym samym miały one wielką wartość symboliczną. Uznawano je za skarbnicę i źródło świętego królestwa Luba. Były one "integralną częścią ceremonii inwestytury ustanawiającej władzę polityczną rządzącego." Wpływały na sposób kształtowania się pamięci historycznej i symboliki tej społeczności. Pałac króla Luby określano jako kitenta („siedziba władzy”). Pojawienie się tych rzeźbionych siedzisk (zwanych również kariatydami)sygnalizowało moment w którym nowy władca składał przysięgę i obejmował swój urząd. Rzeźbione formy kobiece, pełniące funkcję fundamentów tych siedzisk, miały odzwierciedlać tożsamość Królestwa Luba i być symbolem fizycznej doskonałości, aby swoją atrakcyjnością przyzywać świat duchów. Korpus siedziska to kobieca rzeźbiona postać ozdobiona skaryfikacją; nosząca elegancką fryzurę, o błyszczącej skórze i pogodnym wyrazie twarzy. Utrzymuje na swojej głowie siedzisko.

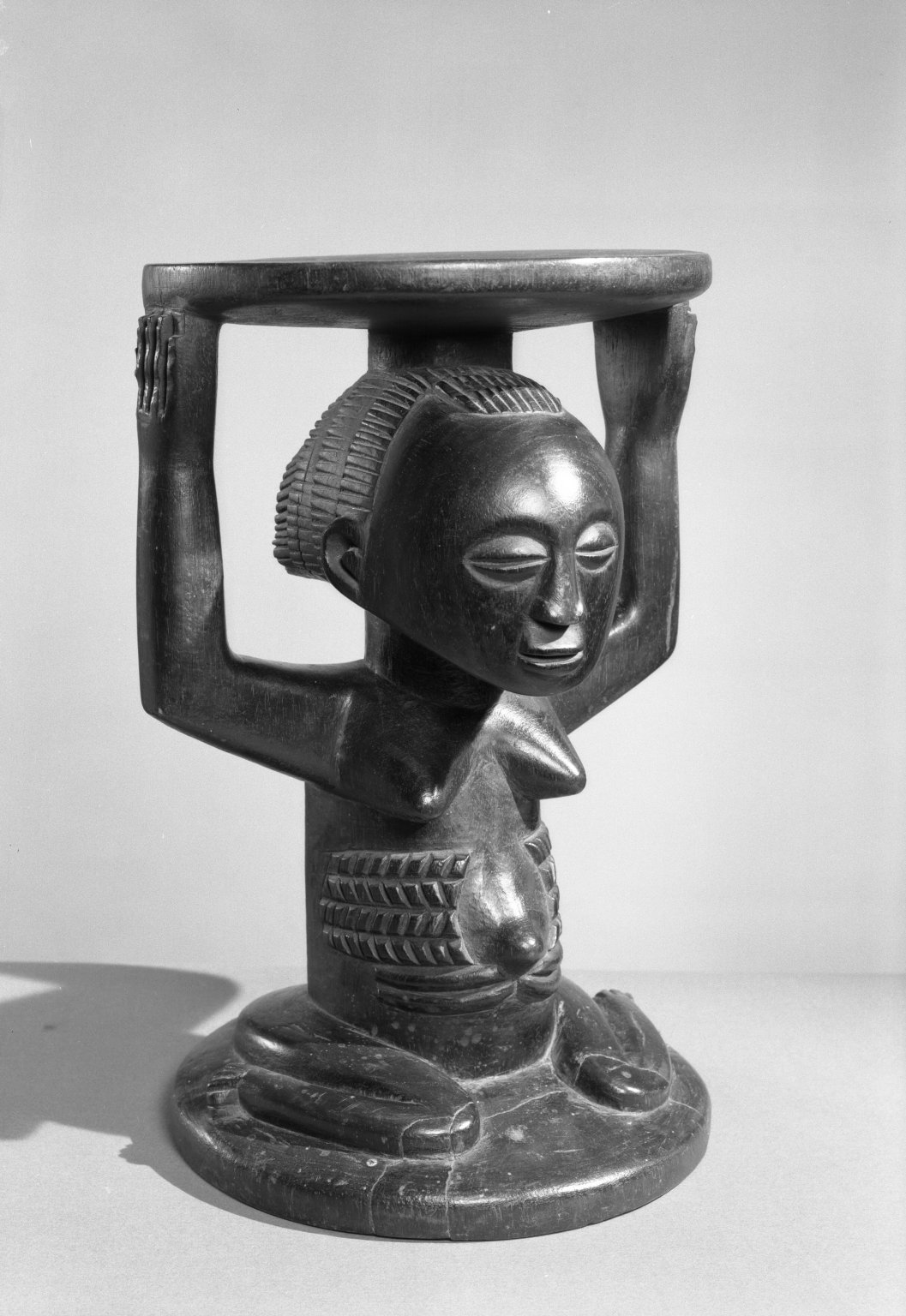
Siedzisko z kariatydą, kolekcja Brooklyn Museum.
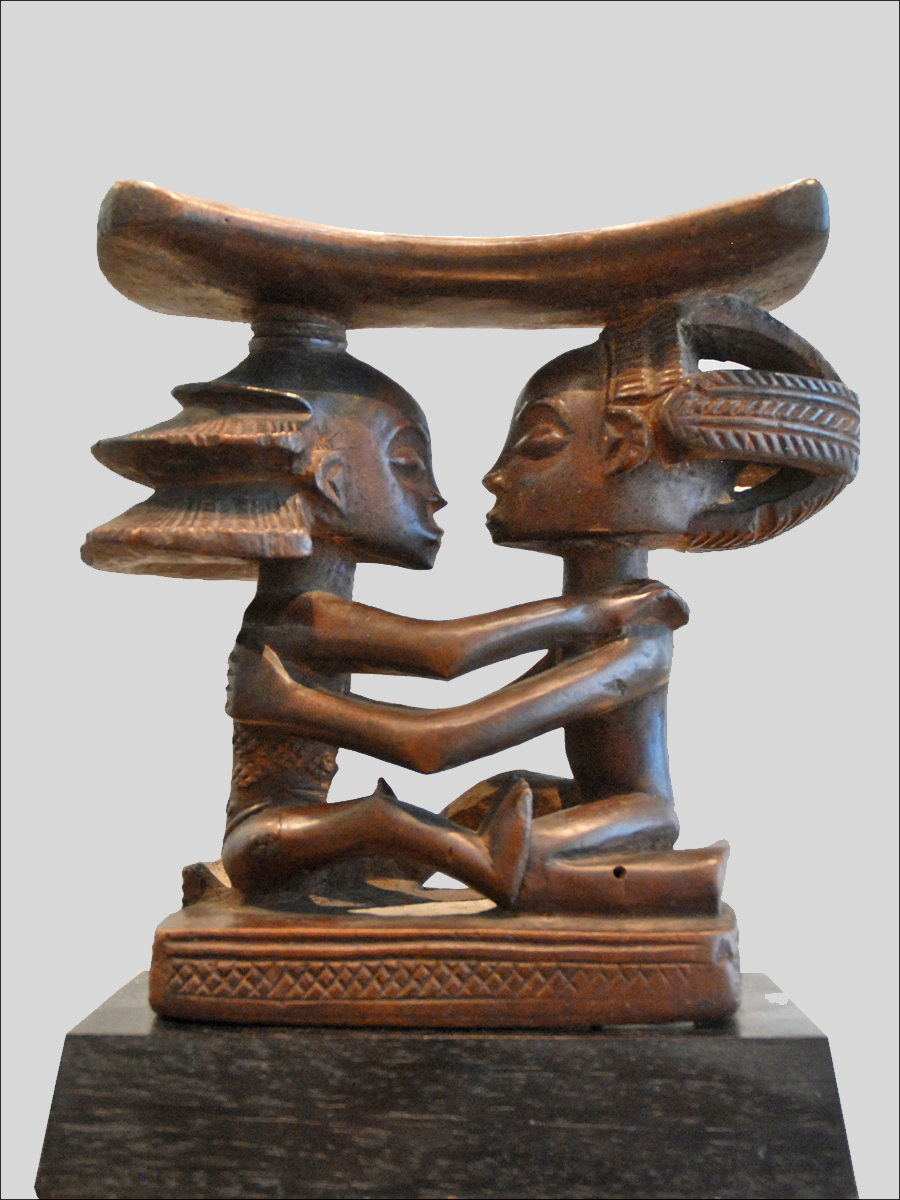
Zagłówek z XIX wieku, Musée du quai Branly.
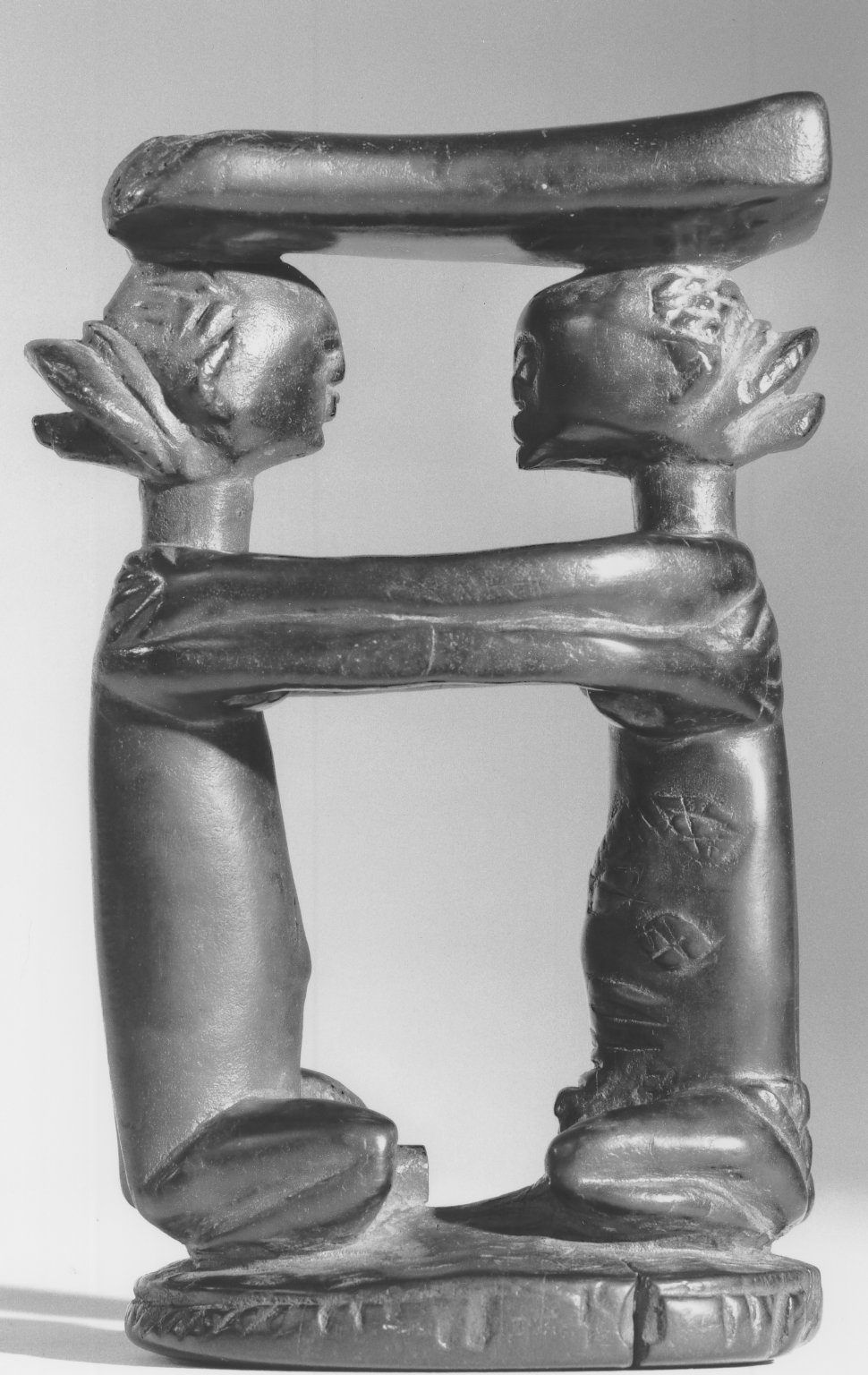
Zagłówek, kolekcja Brooklyn Museum.
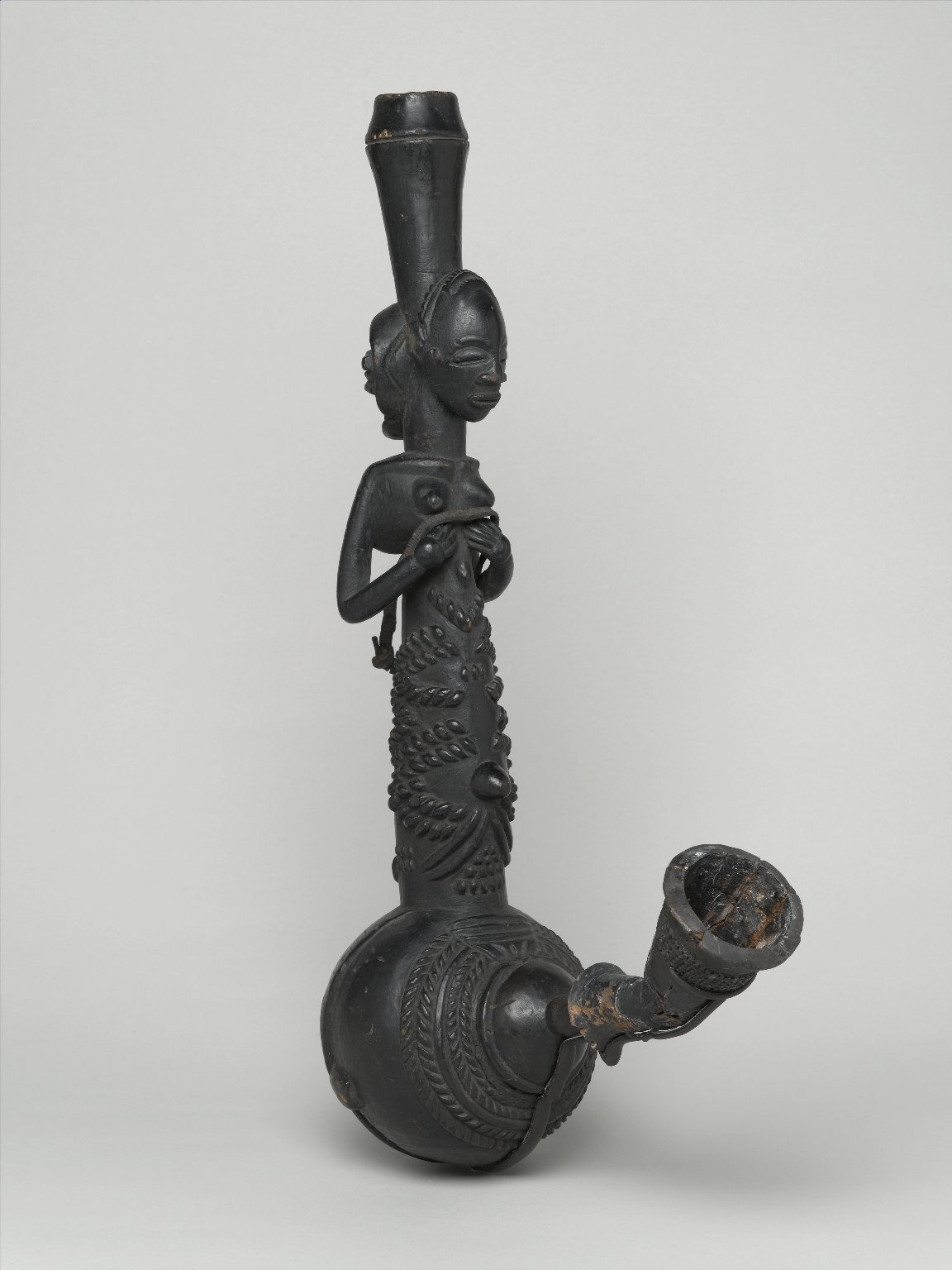
Fajka wodna, kolekcja Brooklyn Museum.
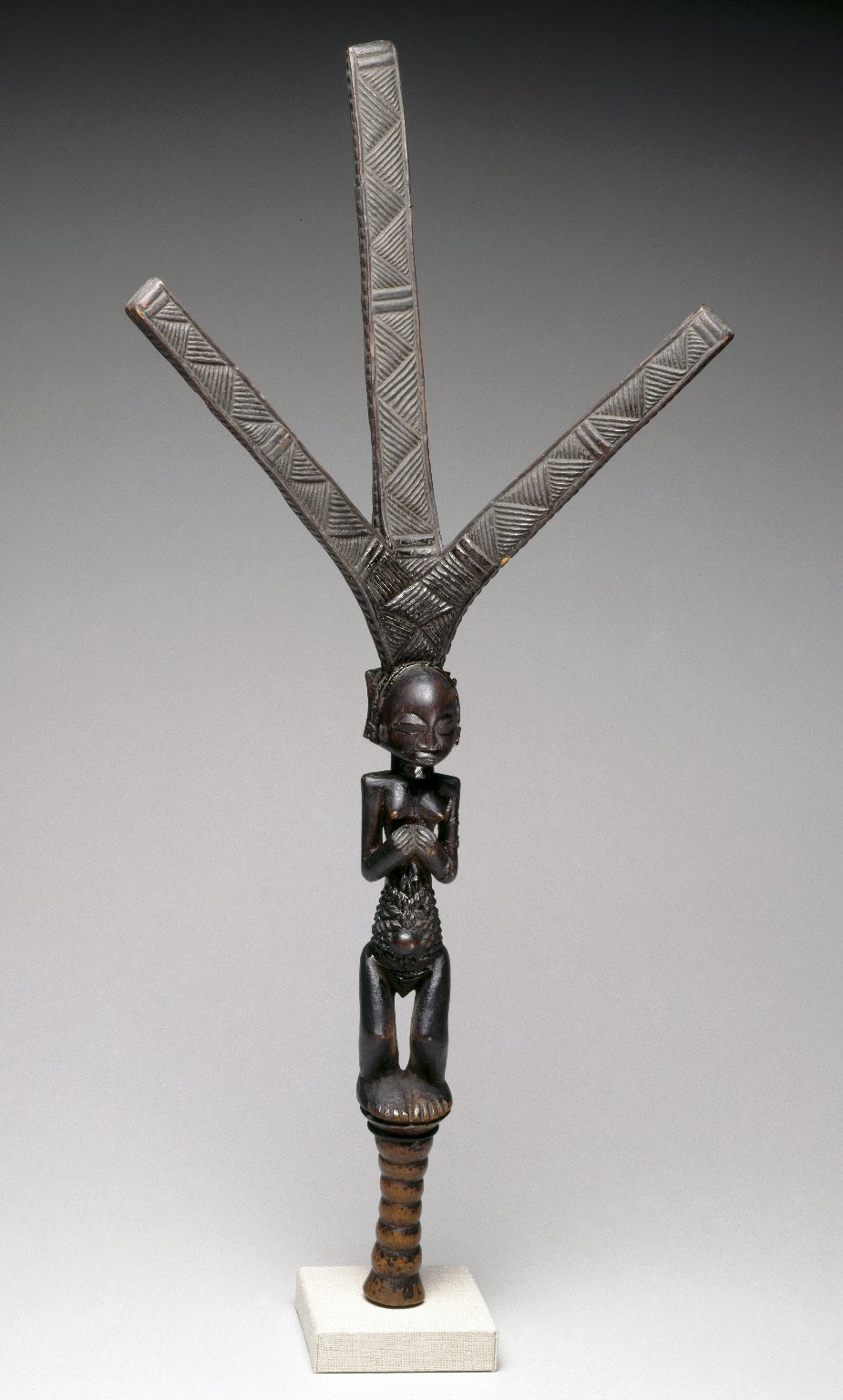
Stojak na łuk, kolekcja Brooklyn Museum.

Te rzeźby Królestwa Luba były zazwyczaj strzeżone przez gwardię króla i eksponowane wyłącznie przy specjalnych okazjach. Często, aby zapobiec kradzieży czy uzurpacji tronu, były one przechowywane poza siedzibą władcy. 